# Ectropis annumerata
Ectropis annumerata là một loài bướm đêm trong họ Geometridae.